# 開封橋
22°45′27″N 121°08′05″E / 22.757376°N 121.134771°E
開封橋為一座臺灣臺東縣臺東市境內橫跨太平溪的橋樑，由臺東縣政府進行管理與維護，為一座臺東市區聯繫太平溪兩岸與市民前往豐年機場的重要聯絡橋樑。

## 歷史

### 緣起
開封街為臺東市區通往知本溫泉及豐年機場的主要聯繫主要道路，其中跨越太平溪的開封橋在1987年興建時，受道路兩側既有建築限制，致橋面僅寬7公尺，雙向僅能各配置1車道及人行道，由於該橋屬於市區重要聯繫橋梁，上、下班尖峰時段市區往返豐樂工業區、知本、豐年機場、臺東縣議會等方向車流，常形成機、汽車爭道而成為易肇事路段，臺東縣政府遂向內政部營建署申請納入生活圈道路交通系統建設計畫，經審議通過後，由營建署委託中興工程顧問公司辦理設計。

### 興建歷程
開封橋改建工程於2014年1月3日完成發包，已在2014年1月底開工，工期為450天，於2015年5月25日完工通車。總工程費共計新台幣1億4,200萬元，含工程費新台幣1億2,000萬元、用地及地上物拆遷補償費新台幣2,200萬元。

## 諸元

### 舊橋
開封橋建於1987年，橋齡為27年屬於傳統的混凝土橋樑。開封橋全長153公尺，上橋引道豐樂工業區端引道長度為144公尺，市區端引道長度為165公尺，橋面寬度為7公尺，設有雙向車道以及人行步道，但無機車車道。现本桥已经拆除重建。

### 新橋
開封新橋採變斷面預力混凝土箱型梁橋，以場撐工法分兩階段施作，橋梁全長為153公尺，以43 公尺 +67 公尺+43 公尺三跨配置，全寬15公尺，兩側各配置3.5公尺寬汽車道、2公尺寬機車道、2公尺寬人行道及景觀欄杆。橋台與堤防共構，採單圓柱橋墩，橋台及橋墩基礎皆採直徑1.5公尺之全套管基樁，上下橋引道段路堤寬12公尺，兩側各配置3.5公尺寬汽車道、2公尺寬機車道及0.5公尺寬護欄，另為利兩側區域未來發展，工業區端引道長度由舊有144公尺縮減為91公尺，市區端引道長度由舊有165公尺縮減為58.4公尺。

## 資料來源
1. ↑  .   [2014-10-11]. （原始内容存档于2019-07-12）.
2. ↑  . （原始内容存档于2014-10-16）.
3. ↑  .   [2014-10-11]. （原始内容存档于2016-03-06）.